# Сонода, Исаму
Исаму Сонода (яп. 園田 勇 Сонода Исаму, род. 4 ноября 1946 года, Янагава, префектура Фукуока, Япония) — японский дзюдоист, чемпион Олимпийских игр, чемпион мира, многократный чемпион и призёр чемпионатов Японии по дзюдо.

## Биография
Родился в Янагаве в 1946 году. Обучался в Институте технологии в Фукуоке.
С 1965 году принимал участие в чемпионатах Японии. В 1967 году победил на чемпионате мира среди студентов в Праге и Универсиде в Токио. В 1969 году, победив на чемпионате Японии в своей категории и заняв третье место в абсолютной категории, отправился на чемпионат мира в Мехико, где одержал победу. На том же чемпионате в категории до 63 килограммов чемпионом стал его родной брат Ёсио Сонода. 
Перед Олимпийскими играми 1976 года, отбор в японскую команду осуществлялся исключительно по результатам чемпионата Японии и несмотря на то, что на место в олимпийской сборной был явный претендент на место Сёдзо Фудзи, который победил на трёх предшествующих олимпиаде чемпионатах мира, на олимпиаду поехал Исаму Сонода, как победивший на чемпионате Японии. В его категории боролись 27 дзюдоистов.
Борец, победивший во всех схватках группы выходил в финал, где встречался с победившим борцом из другой группы. В «утешительных» схватках встречались те борцы, которые проиграли победителю группы: так, проигравший борец «Б» в первой схватке борцу «А», во второй схватке (при условии, что борец «А» свою вторую схватку выиграл) боролся с проигравшим борцу «А», и если выигрывал, то продолжал участвовать в турнире до тех пор, пока борец «А» не проигрывал. Победители в утешительных схватках получали бронзовые медали. 
В первых четырёх схватках Исаму Сонода победил Поля Буганея (Австралия), Чон Ин Чхоля (Северная Корея), Пак Ён Чхоля (Южная Корея) и Фреда Мархенке ФРГ. В финале Исаму Сонода встретился с Валерием Двойниковым, чьё участие в турнире в этой категории оказалось неожиданным для всех: незадолго до Олимпийских игр он перешёл в более тяжёлую весовую категорию. Упорный поединок продолжался все отведённые 10 минут. Исаму Сонода получил замечание за пассивное ведение борьбы, и немедленно после этого провёл зацеп изнутри (о-ути гари), оцененный в юко. Благодаря этому приёму Исаму Сонода получил звание олимпийского чемпиона. 
Выступал после олимпийских игр в течение двух лет, в 1978 году победил на кубке Дзигоро Кано и оставил большой спорт.
После окончания университета и до 1972 года работал в компании Maruzen Oil Company (ныне Cosmo Oil), с 1972 года на службе в полиции Фукуоки, являлся тренером. Одна из воспитанниц Исаму Соноды, сотрудница полиции Киэ Кусакабэ, является бронзовым призёром Летних Олимпийских игр 2000 года по дзюдо среди женщин